# Ntaya-Virus
Da Ntaya-Virus (NTAV, Spezies Orthoflavivirus ntayaense) ist ein Virus der Familie Flaviviridae (Flaviviren). Es wurde nach seinem west-ugandischen Fundort benannt und 1951 von K. C. Smithburn und A. J. Haddow erstbeschrieben. Die Isolation erfolgte aus Mäusen, die intrazerebral mit Mücken-Extrakten inokuliert wurden.
Studien haben gezeigt, dass manche Zugvögel und Haustiere in Rumänien über Antikörper gegen das Ntaya-Virus verfügen. Ebenso wurden Antikörper in Reisenden gefunden, die zuvor Uganda, Kamerun, DR Kongo, Kenia, Nigeria und Sambia besucht hatten. Das Ntaya-Virus besitzt den typischen Aufbau von Mitgliedern der Familie der Flaviviren (Flaviviridae). Die Ntaya-Infektion führte bei Menschen zu Fieber und manchmal zu „bizarren“ neurologischen Ausprägungen, wie Schwindel sowie Schwächegefühl und Taubheit in einzelnen Gliedmaßen.